# 千五百番歌合
千五百番歌合（せんごひゃくばんうたあわせ）は、鎌倉時代に後鳥羽院が主催した歌合。仙洞百首歌合とも言う。
和歌史上最大規模の歌合であり、「新古今和歌集」撰集資料としても第1位である（90首入集）。

## 概要
建仁元年（1201年）、後鳥羽院の命を受けた30人の歌人が100首ずつ詠進した（「後鳥羽院第三度百首」）が、この3000首が1500番の歌合に結番され、建仁2年（1202年）9月に選定された10人の判者に2巻（150番）ずつ送られた。披講や評定は行われず、判者の裁量で加判され、建仁3年（1203年）春頃に成立した。
各歌人が詠進した百首歌すべてを番えて歌合にするのは、建久4年（1193年）もしくは建久5年（1194年）頃成立した九条家主催の「六百番歌合」が嚆矢であるが、後鳥羽院はそれをはるかに超える規模で行ったものである。

## 出詠歌人
左方　15名
女房、左大臣、前権僧正、公経卿、公継卿、季能卿、隆信朝臣、保季朝臣、有家朝臣、具親、良平、顕昭、宮内卿、小侍従、讃岐
右方　15名
三宮、内大臣、忠良卿、兼宗卿、通光卿、釈阿、定家朝臣、通具朝臣、家隆朝臣、雅経、家長、寂蓮、俊成卿女、丹後、越前

## 構成・判者
判者10名で2巻（150番・300首）ずつ分判。
春　　300番（600首）
一・二　藤原忠良
三・四　釈阿（藤原俊成）　　　　　＊建仁3年11月23日九十賀を賜る
夏　　225番（450首）
一・二　源通親　　　　　　　　　＊建仁2年10月21日薨去のため欠判
三　　　藤原良経　　　＊判に真名序を置く。判詞が漢詩（判詩）
秋　　300番（600首）
一　　　藤原良経
二・三　後鳥羽院　　　＊判に仮名序を置く。判詞が和歌（判歌）、折句で勝敗を示す
四　　　藤原定家　　　　　　　　＊判詞に漢文と散文を併用
冬　　225番（450首）
一　　　藤原定家
二・三　蓮経（藤原季経）
祝　　 75番（150首）
　　　　生蓮（源師光）
恋　　225番（450首）
一　　　生蓮（源師光）
二・三　顕昭
雑　　150番（300首）
一・二　慈円　　　　　＊判に跋（和歌）を置く。判詞が和歌（判歌）
後鳥羽院・良経・慈円の判が特殊であるのは、院や摂関家の人々が晴の会で、身分の低い臣下と同様の判詞（散文）を書くのを避けたためと考えられている。

## 伝本
伝本には3系統がある。
- 改訂前の系統：高松宮旧蔵本（『新編国歌大観』底本） 等
- 改訂後の系統：書陵部蔵桂宮本 等
- 改訂前・改訂後の両方を含む混態本